# Лимфаденэктомия
Лимфаденэктомия – это хирургическая операция по удалению лимфоузлов при онкологических заболеваниях. Удаленные лимфоузлы исследуют, чтобы определить, метастазировал ли рак в другие части тела.

## Как выполняется лимфаденэктомия при разных онкозаболеваниях?
Область, в которой удаляются лимфоузлы, зависит от локализации опухоли:
- при раке молочной железы проводится удаление подмышечных лимфатических узлов;
- при раке желудка выполняется особая процедура – лимфаденэктомия D2;
- при раке органов головы и шеи может быть выполнена радикальная шейная лимфодиссекция;
- при раке простаты, женских половых органах и некоторых других заболеваниях показана тазовая лимфаденэктомия.

## Лапароскопическая лимфаденэктомия
При раке простаты, яичек, эндометрия и шейки матки лимфаденэктомия может быть выполнена с помощью малоинвазивных (лапароскопических) технологий.
Во время лапароскопической лимфаденэктомии хирург делает маленький разрез в нижней части живота, чтобы достичь лимфоузлов. В разрез вставляется тонкая трубка с источником света и видеокамерой. Врач видит операционное поле на мониторе, с многократным увеличением. Он может взять биопсию или удалить лимфоузлы с помощью специального эндоскопического инструмента.
Хотя лапароскопическая лимфаденэктомия проводится под общим наркозом, она менее травматична, чем обычная операция по удалению лимфоузлов. Поэтому срок госпитализации после такой операции может составлять всего 1 день.

## Биопсия сторожевых лимфоузлов
В последнее время онкохирурги перед операцией радикальной диссекции лимфоузлов все чаще проводят биопсию сторожевого лимфоузла. Сторожевым называют лимфоузел, который первым оказывается на пути раковых клеток. Для определения сторожевого лимфоузла применяют особое красящее или радиоактивное вещество.
Выявленный сторожевой лимфоузел удаляется и передается для исследования в лабораторию. Если раковые клетки в нем не обнаружены, вероятность распространения рака очень мала, поэтому остальные лимфоузлы не удаляются. При обнаружении в сторожевом лимфоузле опухолевых клеток проводится стандартная операция лимфаденэктомии – удаление лимфоузлов в пораженной области.

## Сторожевые лимфоузлы при раке груди
Основная цель биопсии сторожевых лимфоузлов при раке молочной железы – сохранение здоровых подмышечных лимфоузлов. Это позволяет избежать серьезного осложнения лимфаденэктомии – лимфостаза. Застой лимфы приводит к отекам руки, вплоть до инвалидности.
Благодаря биопсии сторожевых лимфоузлов при раке молочной железы, врачам удается сохранить подмышечные лимфоузлы у 65% женщин со 2-й стадией этого заболевания.

## Сторожевые узлы при меланоме
Биопсия сторожевых лимфоузлов при меланоме дает возможность определить риск появления метастазов. Эта процедура также помогает определить стадию болезни. От числа пораженных лимфоузлов зависит и прогноз заболевания. Поэтому биопсия сторожевых лимфоузлов входит в стандарт диагностики меланомы в западных странах.
Процедура показана пациентам, у которых обнаруживается меланома толщиной более 1 мм. Назначая биопсию сторожевых лимфоузлов, врач также принимает во внимание место расположения опухоли, наличие изъязвления в месте новообразования, возраст пациента старше 50 лет и некоторые другие факторы. Перед процедурой проводится гистологический анализ опухоли и физикальный осмотр с пальпацией лимфоузлов.
Если в сторожевых лимфоузлах обнаружены раковые клетки, пациенту проводится лимфодиссекция – удаление подкожно-жировой клетчатки в зоне опухоли вместе с сосудами и лимфоузлами.